# FlatOut 3: Chaos & Destruction
FlatOut 3: Chaos & Destruction ist ein Rennspiel des niederländischen Entwicklerstudios Team6 und der sechste Teil der FlatOut-Serie. Es wurde im Dezember 2011 vom kanadischen Publisher Strategy First für Windows veröffentlicht. Unter dem Titel FlatOut: Stuntman erschien auch eine Version für Android.
FlatOut 3 knüpft an das Konzept der Vorgänger an. Die Fahrer treten auf Rundkursen gegeneinander an und kämpfen um den Sieg. Dieser kann sowohl durch schnelles Fahren als auch durch das Ausschalten der Konkurrenz erzielt werden.
Die Rezeption fiel einstimmig äußerst negativ aus. Metacritic berechnete eine Metawertung von 23 von 100 Punkten.

## Spielprinzip
In FlatOut 3 übernimmt der Spieler die Kontrolle über ein Fahrzeug und tritt auf diversen Strecken gegen eine variable Anzahl von Gegnern an. Die Strecken- und Fahrzeugvielfalt wurde dabei gegenüber den Vorgänger-Titeln deutlich erhöht.
Wie die Vorgänger zählt FlatOut 3 zu den Arcade-Rennspielen. Das bedeutet, dass Elemente wie Streckengestaltung und Fahrphysik der Fahrzeuge ihren Schwerpunkt eher auf Action als auf Realismus haben.

## Rezeption
FlatOut 3: Chaos & Destruction wurde von der Fachpresse sehr stark kritisiert. Die meisten Tester waren sich darin einig, dass der Titel eine massive Verschlechterung gegenüber früherer FlatOut-Teile darstellte. Mängel in den Bereichen Grafik, Stabilität, Physik-Engine und künstlicher Intelligenz wurden als die schwerwiegendsten angegeben.